# Mladá Boleslav
Mladá Boleslav  je grad u Srednjočeškom kraju u Češkoj. Udaljen je otprilike 50 km sjeveroistočno od Praga, s kojim je spojen magistralom za motorna vozila R10. 

## Stanovništvo
Prema podacima iz 2006. godine grad ima 50.000 stanovnika. Susjedno mjesto Kosmonosi spojeno je s gradom.

## Povijest
Mladu Boleslav osnovao je Boleslav II. kao grad nazvan Novi ili Mladi Boleslav u drugoj polovini 10. stoljeća. U srednjem vijeku gradom su vladali gospoda iz Mihalovica, a onda Krajiri iz Krajka. Godine 1600. car Rudolf II. proglasio je Mladu Boleslav kraljevskim gradom. Od 15. do 17. stoljeća gradom upravljaju husiti, posebno jaki bili su „Ujedinjena braća”. Grad se zato nazivalo i „Brat Rima”. Tridesetogodišnji rat je ostavio mnogo negativnih posljedica, između ostalog srušen je i gradski dvorac. Ponovno se rascvjetao razvojem industrije. Od početka 20. stoljeća brzo su izgrađene nove četvrti i grad se značajno širio izvan granice prvobitnih građevina, koja je na sjevernoj strani završavala negdje kod današnje Jaselske i Dukelske ulice. Godine 1905. osnovana je tvornica bicikla "Slavia", koja je vrlo brzo prerasla u tvornicu za motore i konačno i tvornica automobila Laurin & Klement, danas Škoda Auto. Urbanistički plan modernog industrijskog mjesta stvorio je svojim regulacijskim planom arhitekt František Janda. Dana 9. svibnja 1945. oko 10. sati nekoliko sovjetskih letjelica preletjelo je iznad Mlade Boleslav, koja je do tog vremena još uvijek bila pod kontrolom njemačkog Wehrmachta i grad je tako postao posljednje europsko mjesto bombardirano u Drugom svjetskom ratu; paradoks je što se to dogodilo nekoliko sati nakon službenog završetka rata. Prema nekim od svjedoka događaja letjelice su imale na sebi crvenu zvijezdu, no ipak se nije uspjelo sa sigurnošću dokazati, da su stvarno pripadala sovjetskoj vojsci. Prilikom bombardiranja poginulo je oko 150 Čeha i više od 300 pripadnika njemačke vojske.